# Mahboob Ahmed
Mahboob Ahmed fue un diplomático indio. Hijo del doctor Wali Ahmed, durante el período del Raj británico actuó como:
- King's Commissioned Indian Officer (KCIO Rey Encargado Oficial de india )
- en:Viceroy's commissioned officer (VCO Virrey Encargado Oficial).
- Indian Commissioned Officer (ICO Indian Encargado Oficial)

En 1939 fue nombrado Indian Commissioned Officer del Ejército Indio Británico.
En 1942 fue hecho prisionero de guerra por los japoneses y entró al Ejército Nacional Indio de Subhas Chandra Bose con el rango de coronel.
Fue ayudante de campo de Shah Nawaz Khan (general)'s tenía un comando en la en:Battle of Imphal#Chin Hills, donde tomó el fortín de Klang Klang.
De 1961 a 1964 fue cónsul general en Berlín.
Del 22 de julio de 1964 a 1967 fue Alto Comisionado en Kuala Lumpur (Malasia).
De 1967 a 1970 fue embajador en Bagdad (Irak).
De 1974 a 1976 fue embajador en Yakarta (Indonesia).
De abril de 1977 a septiembre de 1978 fue Alto Comisionado en Ottawa.